# پلیموث کنکورد
پلیموث کنکورد (به انگلیسی: Plymouth Concord) خودرویی است که توسط شرکت پلیموث در سال‌های ۱۹۵۱ تا ۱۹۵۲ در کلاس خودرو سایز بزرگ تولید شده‌است.